# Роздражевский, Ян (подкоморий)
Ян Роздражевский (около 1543 — 15 марта 1600) — польский государственный деятель, подкоморий, затем каштелян познанский, лютеранин.

## Биография
Представитель польского шляхетского рода Роздражевских герба «Долива». Сын Иеронима Роздражевского и Анны из Лукова, внук каштеляна каменьского и мендзыжечского Яна Роздражевского (ум. 1527/1528).
В детстве он учился в гимназии в Злоторыи вместе с сыновьями Лещинских, с которыми семья Роздражевских поддерживала тесные контакты. С 1557 году учился в университете во Франкфурт-на-Одере.
Вскоре Ян Роздражевский присоединился к движению «Чешские братья», а в 1567 году женился на Барбаре из Лаценберков, вдове с 1565 года Вацлава Рещинского.
На элекционном сейме 4 мая 1573 года Ян Роздражевский проголосовал за кандидатуру французского принца Генриха Анжуйского. В январе следующего года он приветствовал его в Познани, а в июле после побега Генриха во Францию на съезде шляхты в Сьроде-Велькопольской он получил мандат на конвокационный сейм. Его роль в избрании на престол Стефана Батория достоверно не известна. В феврале 1573 года в Кракове он встречался со сторонниками Батория, был депутатом на коронационном сейме. 19 июня 1578 года он получил должность подкомория в Познани.
В 1581 году Ян Роздражевский овдовел. Его двоюродные братья-католики, в том числе епископ Иероним и иезуит Станислав, безуспешно пытались оказать на него давления, призывая его отказаться от «ереси» и вернуться в лоно католической церкви. В 1585 году Ян Роздражевский вторично женился на Катарине, дочери воеводы калишского Петра Потулицкого (ум. 1605), укрепив свои протестантские взгляды.
После смерти короля Стефана Батория Ян Роздражевский принял участие 8 мая 1587 года в съезде великопольской шляхты (дворянства) в Сьроде-Велькопольской, в октябре под Ютросином присутствовал на съезде, где было принято решение о созыве на 11 ноября посполитого рушения под Петркувом для обеспечения безопасного прибытия в Краков вновь избранного короля Сигизмунда III Вазы. Кроме того, в ближайшие несколько лет он принимал участие в съездах в Сьроде и являлся активным (в масштабе Великой Польши) политическим деятелем. 1 марта 1591 года Ян Роздражевский получил должность каштеляна познанского.
В последние годы жизни Ян Роздражевский находился в конфликте со своим двоюродным братом, епископом куявским Иеронимом Роздражевским, который, в свою очередь, в 1593 году стал судиться с вспомогательным епископом во Влоцлавеке Яном Роздражевским Новомейским. Последний попросил поддержки у дворян Великопольши, в том числе у своего двоюродного брата Яна Роздражевского, который приходился кузеном куявскому епископу Иерониму Роздражевскому. Каштелян познанский поддержал Яна Роздражевского Новомейского, но между двоюродными братьями отношения ухудшились.
Ян Роздражевский начал строительство новой церкви для своих единоверцев в Кротошине, которая была завершена незадолго до его смерти.
Ян Роздражевский скончался 15 марта 1600 года. Он был похоронен в церкви в Кротошине.

## Семья
1-я жена — Барбара Роздражевская, брак был бездетным
2-я жена Катарина Потулицкая, от брака с которой у него было четверо детей:
- сын (род. 1590), умер во младенчестве
- Анна (род. 1586 — ум. после 1619), жена с 1603 года Вацлава Лещинского
- Ян (ок. 1595—1628), староста одолянувский, кравчий королевы Констанции Австрийской
- Барбара, жена старосты липинского Яна Костки

Через несколько лет после смерти мужа его вдова Катарина Потулицкая вместе с детьми приняла католицизм и передала лютеранский храм в Кротошине католикам. Протестанизм сохранила только её старшая дочь Анна Лещинская.